# 維拉德鎮區 (明尼蘇達州托德縣)
維拉德鎮區（英語：Villard Township）是位於美國明尼蘇達州托德縣的一個行政鎮區。

## 歷史
維拉德鎮區於1882年成立，得名自鐵路公司老闆亨利·維拉德（Henry Villard）。

## 地方資料
維拉德鎮區的面積為81.75平方千米，當中陸地面積為78.25平方千米，而水域面積為3.50平方千米。根據2020年美國人口普查的數據，當地共有人口667人，而人口密度為每平方千米8.16人。